# Laski Pomorskie
Laski Pomorskie – zlikwidowany przystanek Sławieńskiej Kolei Powiatowej w Laskach w województwie zachodniopomorskim, w Polsce. Przystanek został zlikwidowany w kwietniu 1945 roku.